# 凯茜·伯克
凯茜·伯克（英語：Kathy Burke，1964年6月13日—），女，英国演员。曾获得1997年戛纳电影节最佳女演员奖。